# Partnerschaftsgesetz
Das Partnerschaftsgesetz (PartG) (französisch Loi sur le partenariat (LPart), italienisch Legge sull’unione domestica registrata (LUD)) ist ein Schweizer Bundesgesetz, das gleichgeschlechtlichen Paaren die Eintragung ihrer Beziehung unter dem Personenstand «in eingetragener Partnerschaft» ermöglichte. Es wurde am 5. Juni 2005 in einer Volksabstimmung mit 58 Prozent der Stimmen angenommen und trat per 1. Januar 2007 in Kraft. 2002 war bereits im Kanton Zürich ein kantonales Gesetz durch eine Volksabstimmung abgesegnet worden.
Da am 1. Juli 2022 die gleichgeschlechtliche Ehe in der Schweiz eingeführt wurde, findet das PartG nur noch auf vorher geschlossene Partnerschaften Anwendung.

## Inhalt
Die Eintragung stellt gleichgeschlechtliche Paare weitestgehend Ehepaaren gleich, etwa in der Unterstützungspflicht, im Steuerrecht und im Umgang mit Versicherungen wie der Alters- und Hinterlassenenversicherung (AHV). Allerdings untersagt das Partnerschaftsgesetz Personen in eingetragener Partnerschaft die Adoption und den Zugang zur Fortpflanzungsmedizin (Art. 28 PartG).
Im Zuge des Inkrafttretens des neuen Namensrechts am 1. Januar 2013 können auch eingetragene Partner einen gemeinsamen Familiennamen tragen. Die eingetragene Partnerschaft ist somit auch bezüglich des Namensrechts der Ehe gleichgestellt. Bis Ende 2012 sah das Gesetz keinen gemeinsamen Familiennamen vor; in der Botschaft des Bundesrates wurde aber darauf verwiesen, dass «nichts ein Paar hindert, im Alltag einen Allianznamen zu bilden», indem jeder «dem eigenen Namen denjenigen des andern anfügt». Solange eine Person identifizierbar bleibe, könne sie sogar den Namen des Partners im Sinne eines «Künstlernamens» verwenden.
Die eingetragene Partnerschaft hat grundsätzlich keine Auswirkungen auf das Bürgerrecht, lediglich die Wohnsitzerfordernis für Einbürgerung ausländischer eingetragener Partner von Schweizern ist reduziert (fünf Jahre Wohnsitz in der Schweiz, drei Jahre Partnerschaft).
Ausländische eingetragene Partnerschaften werden grundsätzlich unter denselben Massgaben anerkannt wie ausländische Ehen (Art. 65a Bundesgesetz über das internationale Privatrecht); ausländische gleichgeschlechtliche Ehen gelten dabei auch als eingetragene Partnerschaft (Art. 45 Abs. 3 Bundesgesetz über das Internationale Privatrecht).

## Entstehung

Abstimmungsverhalten der Kantone zum Partnerschaftsgesetz
>60 %
50 % – 59 %
<49 %

Das Partnerschaftsgesetz wurde vom National- und Ständerat verabschiedet und kam wegen des Zustandekommens des fakultativen Referendums vor das Volk. Die Gegner des Gesetzes monierten, es schwäche die Stellung der Familie, beschleunige die Einführung der Adoptionsmöglichkeit für gleichgeschlechtliche Paare und verursache für einen sehr kleinen Teil der Bevölkerung einen unverhältnismässig grossen Aufwand.
Die grösseren Parteien standen dem Partnerschaftsgesetz mehrheitlich positiv gegenüber. Die Grünen, die SP, die CVP und die FDP hatten die Ja-Parole herausgegeben. Die SVP, die EVP und die EDU lehnten das Gesetz ab.
Der Rat des Schweizerischen Evangelischen Kirchenbundes (SEK) befürwortete das Partnerschaftsgesetz, betonte dabei aber, dass es sich um keine Ehe handele.
Die Schweiz ist das erste Land, das die Registrierung von gleichgeschlechtlichen Paaren durch eine Volksabstimmung genehmigt hat.
Die Vorlage wurde in 7 von 26 Kantonen verworfen. Diese sind die eher ländlich und katholisch geprägten Kantone Jura, Wallis, Tessin, Appenzell Innerrhoden, Uri, Schwyz und Thurgau.

## Wirkung
In den ersten fünf Monaten nach Inkrafttreten des Partnerschaftsgesetzes haben laut den Zahlen des Bundesamtes für Statistik 1127 gleichgeschlechtliche Paare ihre Partnerschaft am Zivilstandsamt ihrer Wohngemeinde eintragen lassen, bei 813 Paaren waren die Partner männlich, bei 314 Paaren weiblich. Nach einem Ansturm Anfang Jahr gingen die Zahlen im Lauf der Monate etwas zurück. Es gibt auch deutliche regionale Unterschiede. Viele eingetragene Partnerschaften gibt es vor allem in den Städten, während die Zahlen in ländlichen Gebieten kleiner sind. Vertreter von Zivilstandsämtern äussern sich positiv zu den bisherigen Erfahrungen.
In allen Kantonen lagen aufgrund des neuen Rechtsinstituts der eingetragenen Partnerschaft Anpassungen kantonaler Gesetze nahe, was nicht auf nennenswerten Widerstand stiess. Ein Beispiel ist der Kanton Genf, in dem bei einem Referendum zur Anpassung der kantonalen Erbschaftssteuer im Mai 2007 rund 83 Prozent der Wähler die Befreiung von der Erbschaftssteuer für gleichgeschlechtliche Paare, die ihre Partnerschaft eingetragen haben, befürworteten.